# BePink
A equipa de ciclismo Bepink é uma equipa feminina italiana. Tem sua sede em Monza para perto de Milão na Lombardia. Foi criada em 2012 e é dirigida por Walter Zini.

## História da equipa
A equipa está fundada oficialmente em 11 de novembro de 2011. Em 2014, a Astana resulta igualmente patrocinador da equipa.
Tem sua sede a Monza para perto de Milão em Lombardia.

## Classificações UCI
Este quadro apresenta os lugares da equipa à classificação da Union cycliste internationale em final de estação, bem como a melhor ciclista à classificação individual de cada temporada.
| Ano Classificação por equipas | Melhores corredora à classificação individual |                          |
| 2012                          | 6.º                                           | Alena Amialiusik (21.º)  |
| 2013                          | 10.º                                          | Alena Amialiusik (14.º)  |
| 2014                          | 9.º                                           | Alena Amialiusik (10.º)  |
| 2015                          | 16.º                                          | Amber Neben (28.º)       |
| 2016                          | 10.º                                          | Olga Zabelinskaya (27.º) |
| 2017                          | 18.º                                          | Olga Zabelinskaya (59.º) |
| 2018                          | 19.º                                          | Erica Magnaldi (53.º)    |
| 2019                          | 32.º                                          | Tatiana Guderzo (84.º)   |

A equipa tem integrado a Copa do mundo desde a sua criação em 2012. O quadro aqui-embaixo apresenta as classificações da equipa na este circuito, bem como seu melhor corredora à classificação individual.
| Ano Classificação por equipas | Melhores corredora à classificação individual |                            |
| 2012                          | 11.º                                          | Alena Amialiusik (38.º)    |
| 2013                          | 13.º                                          | Alena Amialiusik (16.º)    |
| 2014                          | 11.º                                          | Alena Amialiusik (19.º)    |
| 2015                          | 16.º                                          | Anastasiya Chulkova (91.º) |

A partir de 2016, o UCI WorldTour feminino substitui a Copa do mundo.
| Ano Classificação por equipas | Melhores corredora à classificação individual |                        |
| 2016                          | 18                                            | Ilaria Sanguineti (60) |
| 2017                          | 19                                            | Olga Zabelinskaya (61) |
| 2018                          | 19                                            | Erica Magnaldi (42)    |
| 2019                          | 26                                            | Tatiana Guderzo (92)   |

## Principais vitórias

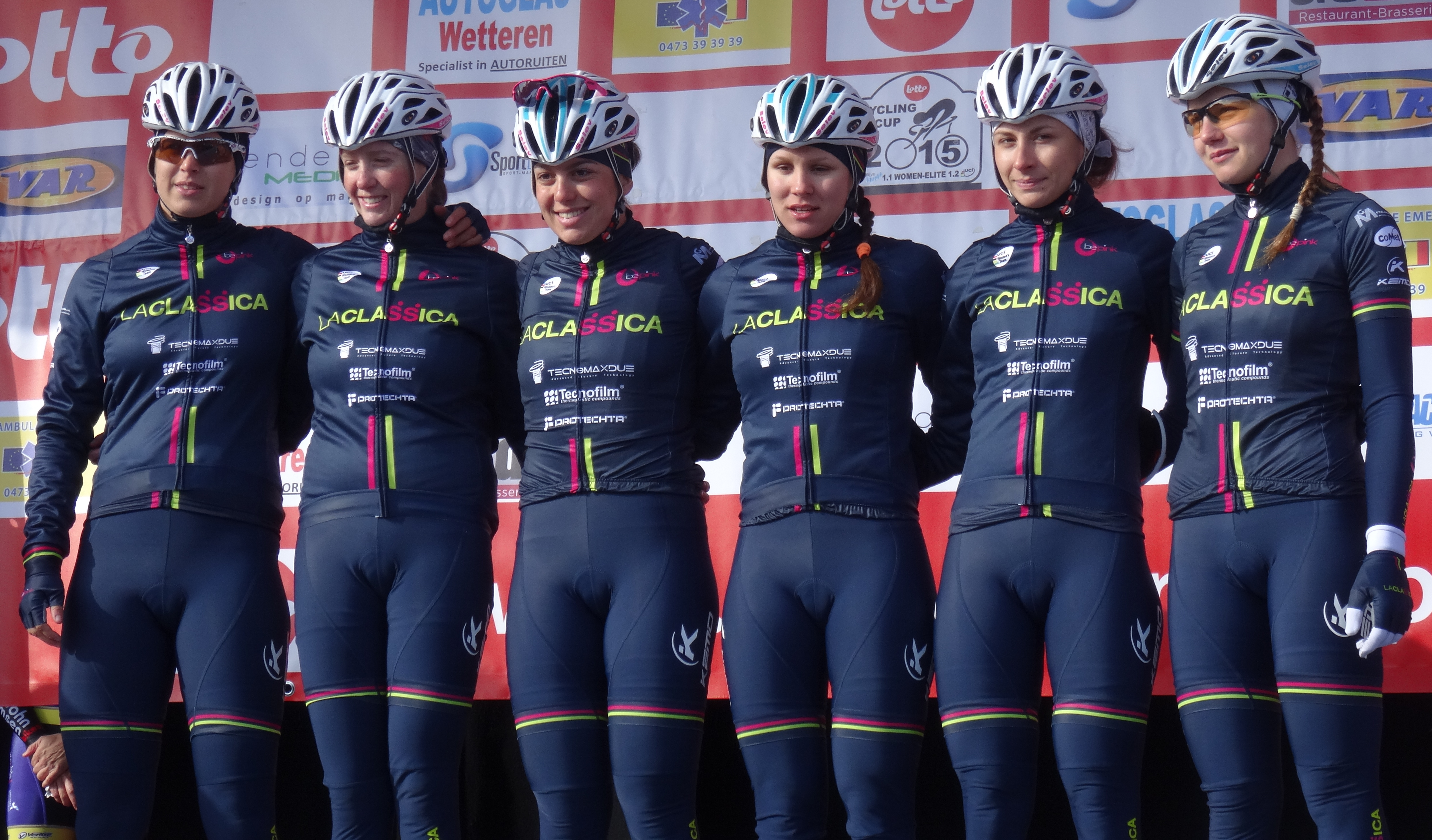
A equipa em 2015 durante o Samyn das Senhoras

## Competições internacionais
- Campeonatos mundiais em estrada : 1
  - Contrarrelógio : 2016 (Amber Neben)

- Campeonato Europeu em pista : 1
  - Perseguição por equipas : 2016 (Silvia Valsecchi , Francesca Pattaro)

### Grandes voltas
- Giro d'Italia feminino
  - Participações : 3 (2012, 2013, 2014)

### Campeonatos nacionais
Ciclismo em estrada Maillot|BLR}} Campeonato da Bielorrússia em estrada2
- - On-line : 2013 (Alena Amialiusik)
  - Contrarrelógio : 2012 (Alena Amialiusik)
- Campeonato da Itália em estrada : 1
  - On-line : 2013 (Dalia Muccioli)
- Campeonato da Nova Zelândia em estrada : 1
  - Contrarrelógio : 2015 (Jaime Nielsen)
- Campeonato da Roménia em estrada : 2
  - On-line : 2015 (Ana Maria Covrig)
  - Contrarrelógio : 2015 (Ana Maria Covrig)
- Campeonato da Eslováquia em estrada : 1
  - Contrarrelógio : 2015 (Tereza Medvedová)
- Campeonato da Suíça em estrada : 1
  - On-line : 2013 (Doris Schweizer)

Pista
- Campeonato da Itália de Ciclismo em Pista : 4
  - Omnium : 2014 (Simona Frapporti)
  - Perseguição individual : 2014 (Silvia Valsecchi)
  - Velocidade individual : 2013 (Simona Frapporti)
  - 500 m : 2014 (Simona Frapporti)
- Campeonato da Nova Zelândia de Ciclismo em Pista : 1 
  - Perseguição individual : 2015 (Jaime Nielsen)
- Campeonato da Polónia de Ciclismo em Pista : 1 
  - Keirin : 2013 (Malgorzata Wojtyra)

## Enquadramento da equipa
Desde 2012, a equipa está dirigida por Walter Zini. Tem dirigido antes a equipa Selle Italia Ghezzi. Em 2014 seus directores desportistas são Sigrid Corneo, Zulfiya Zabirova, Marinho De Carli e Giuseppe Dioguardi. Em 2015 e 2016, isto são os mesmos excepto Zulfiia Zabirova. Em 2017, Marinho De Carli está substituído por Matteo Filipponi.
Em 2016, o doutor da equipa é Michele De Crescido, sua diététicien Maurizio Fiocca e sua masseur Luigino Corna. O treinador é Enrico Campolunghi. Os mecânicos são Sergio Alberini e Cessar Sã. Silvia Tomasoni é responsável imprensa, todo como Alberto Celani. Gaia Barlassina é responsável pela tradução. Maurizio Dá Rin Zanco é stagiaire. Emanuela Zini é responsável Marketing & comunicação. Alessandro Tamborini é presidente e representante da equipa cerca do UCI. Finalmente, Jonathan Degouve é fotógrafo da equipa. A equipa tem a sua cadeira a Monza

## Sócios
As bicicletas estão proporcionadas por Kemo.
Em 2014, o conglomerado de empresa kazakhe Astana Pro Team patrocina igualmente a equipa. Retira-se em 2015 para formar sua própria equipa feminina a Kazajstán. O provedor de roupa ciclista LaClassica repõe-no.

## Dopagem
Em 2013, o controle antidopagem que tem padecido Ilaria Sanguineti durante o Troféu Longa Povo a 7 de julho se avère positivo ao Clostebol, um produto da categoria das stéroïdes anabolizantes. Defende-se que afirma ter utilizado a pommade cicatrisante Trofodermin à saída da segunda etapa do Volta de Itália. Isto produz vendido livremente contém a dita substância. Está sustentada pela sua equipa. Está suspensa em outubro para dopagem para uma duração de quinze mês pela TNA. Pode voltar à competição em .

## Bepink em 2020

### Chegadas e saídas
| Entrou             | Equipa 2019      |
| ------------------ | ---------------- |
| Camilla Alessio    | Néo-profissional |
| Grace Anderson     | Drops            |
| Giorgia Catarzi    | Néo-profissional |
| Marketa Hajkova    | Servetto-Piumate |
| Valentina Landuzzi | Néo-profissional |

| Saídas            | Equipa 2020                   |
| ----------------- | ----------------------------- |
| Rachele Barbieri  |                               |
| Tatiana Guderzo   | Alé Cipollini                 |
| Silvia Magri      | Valcar Travel Serviço         |
| Francesca Pattaro | Astaná Women's Astaná Women's |
| Katia Ragusa      | Astaná Women's Astaná Women's |
| Glória Scarsi     |                               |
| Nicole Steigenga  | Doltcini-Van Eyck Deporte     |

### Elenco
| Integrantes da equipe 2020 | Integrantes da equipe 2020 | Integrantes da equipe 2020           | Integrantes da equipe 2020 |
| Ciclista                   | Data de nascimento         | Equipe anterior                      |                            |
| -------------------------- | -------------------------- | ------------------------------------ | -------------------------- |
| Camilla Alessio            | 23 julho 2001              |                                      |                            |
| Grace Anderson             | 9 julho 1997               | Drops (2019)                         |                            |
| Vania Canvelli             | 21 outubro 1997            | Top Girls Fassa Bortolo (2018)       |                            |
| Giorgia Catarzi            | 15 junho 2001              |                                      |                            |
| Simona Frapporti           | 14 julho 1988              | Hitec Products-Birk Sport (2018)     |                            |
| Markéta Hájková            | 14 março 2000              | Servetto-Piumate-Beltrami TSA (2019) |                            |
| Valentina Landuzzi         | 18 maio 1994               |                                      |                            |
| Chiara Perini              | 9 dezembro 1997            | Top Girls Fassa Bortolo (2018)       |                            |
| Silvia Valsecchi           | 19 julho 1982              | Top Girls-Fassa Bortolo (2011)       |                            |
| Melissa van Neck           | 13 outubro 1991            | Team Dukla Praha (2018)              |                            |
| Silvia Zanardi             | 3 março 2000               |                                      |                            |
|                            |                            |                                      |                            |
| Fonte: UCI                 |                            |                                      |                            |

### Vitórias

#### Sobre estrada
| 19 jan. | Santos Women's Tour, 4. Etapa | 2.Pro | Simona Frapporti |

## Classificação mundial
| Classificação UCI | Classificação UCI               | Classificação UCI | Classificação UCI |
| Ciclista          | Ciclista                        | Pontos            |                   |
| ----------------- | ------------------------------- | ----------------- | ----------------- |
| 80.               | Calendário UCI Feminino de 2020 | 152 pts           |                   |
| 80.               | Silvia Zanardi                  | 152 pts           |                   |
| 214.              | Markéta Hájková                 | 60 pts            |                   |
| 247.              | Simona Frapporti                | 54 pts            |                   |
| 251.              | Camilla Alessio                 | 53 pts            |                   |
| 407.              | Silvia Valsecchi                | 24 pts            |                   |
| 468.              | Vania Canvelli                  | 16 pts            |                   |
| 603.              | Melissa van Neck                | 7 pts             |                   |

## Bepink em 2019

### Chegadas e saídas
| Entrou           | Equipa 2018             |
| ---------------- | ----------------------- |
| Rachele Barbieri | Wiggle High5            |
| Vania Canvelli   | Top Girls Fassa Bortolo |
| Silvia Magri     | Néo-profissional        |
| Chiara Perini    | Top Girls Fassa Bortolo |
| Glória Scarsi    | Néo-profissional        |
| Silvia Zanardi   | Néo-profissional        |

| Saídas                  | Equipa 2019                 |
| ----------------------- | --------------------------- |
| Letizia Borghesi        | Aromitalia Vaiano           |
| Eyerusalem Kelil        |                             |
| Erica Magnaldi          | WNT                         |
| Lisa Morzenti           | Eurotarget-Bianchi-Vitasana |
| Nikola Nosková          | Cervélo Bigla               |
| Paolo Panzeri           |                             |
| Maria Vittoria Sperotto | Cervélo Bigla               |

### Elenco
| Integrantes da equipe 2019         | Integrantes da equipe 2019 | Integrantes da equipe 2019       | Integrantes da equipe 2019 |
| Ciclista                           | Data de nascimento         | Equipe anterior                  |                            |
| ---------------------------------- | -------------------------- | -------------------------------- | -------------------------- |
| Rachele Barbieri                   | 21 fevereiro 1997          | Wiggle High5 (2018)              |                            |
| Vania Canvelli                     | 21 outubro 1997            | Top Girls Fassa Bortolo (2018)   |                            |
| Tatiana Guderzo                    | 22 agosto 1984             | Hitec Products-Birk Sport (2018) |                            |
| Silvia Magri                       | 17 outubro 2000            |                                  |                            |
| Tereza Medveďová (1 jan.–13 ago.)  | 27 março 1996              |                                  |                            |
| Francesca Pattaro                  | 12 março 1995              |                                  |                            |
| Chiara Perini                      | 9 dezembro 1997            | Top Girls Fassa Bortolo (2018)   |                            |
| Katia Ragusa                       | 19 maio 1997               | Servetto Footon (2016)           |                            |
| Gloria Scarsi                      | 30 setembro 2000           |                                  |                            |
| Nicole Steigenga                   | 27 janeiro 1998            | Swaboladies.nl (2018)            |                            |
| Silvia Valsecchi                   | 19 julho 1982              | Top Girls-Fassa Bortolo (2011)   |                            |
| Melissa van Neck (19 jul.–31 dez.) | 13 outubro 1991            | Team Dukla Praha (2018)          |                            |
| Silvia Zanardi                     | 3 março 2000               |                                  |                            |
|                                    |                            |                                  |                            |
| Fonte: UCI                         |                            |                                  |                            |

### Vitórias

#### Sobre estrada
| Victórias | Victórias | Victórias | Victórias | Victórias | Victórias |
| Data      | Corrida   | Classe    | Vencedor  |           |           |
| --------- | --------- | --------- | --------- | --------- | --------- |

## Classificação mundial
| Classificação UCI | Classificação UCI | Classificação UCI | Classificação UCI |
| Ciclista          | Ciclista          | Pontos            |                   |
| ----------------- | ----------------- | ----------------- | ----------------- |
| 84.               | Tatiana Guderzo   | 244 pts           |                   |
| 388.              | Katia Ragusa      | 34 pts            |                   |
| 431.              | Melissa van Neck  | 29 pts            |                   |
| 500.              | Chiara Perini     | 21 pts            |                   |
| 565.              | Rachele Barbieri  | 16 pts            |                   |
| 609.              | Silvia Valsecchi  | 14 pts            |                   |
| 744.              | Silvia Magri      | 8 pts             |                   |
| 974.              | Vania Canvelli    | 3 pts             |                   |
| 994.              | Francesca Pattaro | 3 pts             |                   |

## Temporada anterior
Efectivo
| Ciclista               | Data de nascimento     | Nacionalidade | Equipa de 2011          |
| ---------------------- | ---------------------- | ------------- | ----------------------- |
| Alice Algisi           | 10 de março de 1993    | Itália        |                         |
| Alena Amialiusik       | 06 de agosto de 1989   | Bielorrússia  |                         |
| Noemi Cantele          | 17 de julho de 1981    | Itália        |                         |
| Giulia Donato          | 26 de setembro de 1992 | Itália        |                         |
| Chiara Bissoli Favaron | 16 de setembro de 1992 | Itália        |                         |
| Simona Frapporti       | 14 de julho de 1988    | Itália        | Top Girls Fassa Bortolo |
| Evelyn García          | 29 de dezembro de 1982 | El Salvador   |                         |
| Elke Gebhardt          | 22 de julho de 1983    | Alemanha      |                         |
| Oxana Kozonchuk        | 28 de maio de 1988     | Rússia        |                         |
| Julia Martisova        | 15 de junho de 1976    | Rússia        | Gauss                   |
| Dalia Muccioli         | 22 de maio de 1993     | Itália        |                         |
| Gloria Presti          | 29 de setembro de 1989 | Itália        | Top Girls Fassa Bortolo |
| Silvia Valsecchi       | 19 de julho de 1982    | Itália        | Top Girls Fassa Bortolo |
| Petra Zrimsek          | 19 de maio de 1988     | Eslovênia     |                         |

Vitórias
| Data        | Corrida                                     | País        | Cat. | Vencedor         |
| ----------- | ------------------------------------------- | ----------- | ---- | ---------------- |
| 15 de março | Grande Prêmio do Salvador                   | El Salvador | 1.1  | Noemi Cantele    |
| 16 de março | 1.ª etapa da Volta ao El Salvador feminino  | El Salvador | 2.1  | Noemi Cantele    |
| 20 de março | 5. ª etapa da Volta do El Salvador feminino | El Salvador | 2.1  | Silvia Valsecchi |
| 21 de março | Grande Prêmio de San salvador               | El Salvador | 1.2  | Evelyn García    |
| 25 de abril | Grande Prêmio de Creme                      | Itália      | 1.2  | Noemi Cantele    |
| 17 de maio  | 1.ª etapa da Volta de Adygeya               | Rússia      | 2.2  | Julia Martisova  |
| 16 de junho | 1.ª etapa da Tour de Trentin                | Itália      | 2.1  | Noemi Cantele    |
| 4 de agosto | 1.ª etapa de Estrada de France              | França      | 2.1  | Alena Amialiusik |
| 7 de agosto | 4. ª etapa de Estrada de France             | França      | 2.1  | Simona Frapporti |

| Data        | Corrida                                   |  | Vencedor         |
| ----------- | ----------------------------------------- |  | ---------------- |
| 22 de junho | Campeonato da Bielorrússia Contrarrelógio |  | Alena Amialiusik |

Chegadas e saídas
| Entrou              | Equipa 2012             |
| ------------------- | ----------------------- |
| Alice Maria Arzuffi | Faren - Kuota           |
| Daniela Levi        |                         |
| Doris Schweizer     | Top Girls Fassa Bortolo |
| Ilaria Sanguineti   | Néo-profissional        |
| Georgia Williams    |                         |
| Malgorzata Wojtyra  |                         |

| Saídas          | Equipa 2013 |
| --------------- | ----------- |
| Oxana Kozonchuk | RusVelo     |

Efectivo
| Corredora              | Data de nascimento     | Nacionalidade           | Equipa 2012      |
| ---------------------- | ---------------------- | ----------------------- | ---------------- |
| Alice Algisi           | 10 de março de 1993    | Itália                  | Be Pink          |
| Alena Amialiusik       | 06 de agosto de 1989   | Bielorrússia            | Be Pink          |
| Alice Maria Arzuffi    | 19 de novembro de 1994 | Itália                  | Faren - Kuota    |
| Noemi Cantele          | 17 de julho de 1981    | Itália                  | Be Pink          |
| Giulia Donato          | 26 de setembro de 1992 | Itália                  | Be Pink          |
| Chiara Bissoli Favaron | 16 de setembro de 1992 | Itália                  | Be Pink          |
| Simona Frapporti       | 14 de julho de 1988    | Itália                  | Be Pink          |
| Daniela Levi           | 13 de maio de 1992     | Israel                  |                  |
| Dalia Muccioli         | 22 de maio de 1993     | Itália                  | Be Pink          |
| Ilaria Sanguineti      | 15 de abril de 1994    | Itália                  | Néo-profissional |
| Doris Schweizer        | 28 de agosto de 1989   | Top Girls Fassa Bortolo |                  |
| Silvia Valsecchi       | 19 de julho de 1982    | Itália                  | Be Pink          |
| Georgia Williams       | 25 de agosto de 1993   | Nova Zelândia           |                  |
| Malgorzata Wojtyra     | 21 de setembro de 1989 |                         |                  |
| Petra Zrimsek          | 19 de maio de 1988     | Eslovênia               | Be Pink          |

Vitórias
| Data            | Corrida                                     | País        | Cat. | Vencedor                         |
| --------------- | ------------------------------------------- | ----------- | ---- | -------------------------------- |
| 27 de fevereiro | Grande Prêmio de Orienta                    | El Salvador | 1.2  | Noemi Cantele                    |
| 28 de fevereiro | 1.ª etapa da Volta do El Salvador feminino  | El Salvador | 2.1  | Noemi Cantele                    |
| 1.º março       | 2. ª etapa da Volta do El Salvador feminino | El Salvador | 2.1  | Bepink                           |
| 2 de março      | 4. ª etapa da Volta do El Salvador feminino | El Salvador | 2.1  | Noemi Cantele                    |
| 5 de março      | Volta do El Salvador feminino               | El Salvador | 2.1  | Noemi Cantele                    |
| 8 de março      | Grande Prêmio do Salvador                   | El Salvador | 1.1  | Silvia Valsecchi                 |
| 15 de junho     | Etapa 1tem da Tour de Trentin               | Itália      | 2.1  | Dalia Muccilio e Doris Schweizer |
| 4 de setembro   | 2. ª etapa da Volta de Ardèche              | França      | 2.2  | Alena Amialiusik                 |

Ademais, Malgorzata Wojtyra ganha o scratch da prova de copa do mundo em pista de Manchester o 1 de novembro.
| Data          | Corrida                               |  | Vencedor           |
| ------------- | ------------------------------------- |  | ------------------ |
| 22 de junho   | Campeonato da Suíça em estrada        |  | Doris Schweizer    |
| 23 de junho   | Campeonato da Bielorrússia em estrada |  | Alena Amialiusik   |
| 23 de junho   | Campeonato da Itália em estrada       |  | Dalia Muccioli     |
| 23 de outubro | Campeonato da Itália de velocidade    |  | Simona Frapporti   |
| 13 de outubro | Campeonato da Polónia de Keirin       |  | Malgorzata Wojtyra |

Efectivo
| Corredora                            | Data de nascimento     | Nacionalidade  | Equipa 2013     |
| ------------------------------------ | ---------------------- | -------------- | --------------- |
| Alice Algisi                         | 10 de março de 1993    | Itália         | Be Pink         |
| Alena Amialiusik                     | 06 de agosto de 1989   | Bielorrússia   | Be Pink         |
| Alice Maria Arzuffi                  | 19 de novembro de 1994 | Itália         |                 |
| Marzhan Baitleuova                   | 12 de março de 1994    |                |                 |
| Noemi Cantele.\| 17 de julho de 1981 | Itália                 | Be Pink        |                 |
| Kseniia Dobrynina                    | 11 de janeiro de 1994  | Rússia         |                 |
| Simona Frapporti                     | 14 de julho de 1988    | Itália         | Be Pink         |
| Aliya Kargaliyeva.                   | 22 de março de 1993    |                |                 |
| Michela Maltese                      | 20 de abril de 1995    | Itália         |                 |
| Dalia Muccioli                       | 22 de maio de 1993     | Itália         | Be Pink         |
| Doris Schweizer                      | 28 de agosto de 1989   |                |                 |
| Anna Zita Maria Stricker             | 03 de julho de 1994    | Itália         |                 |
| Makhabbat Umutzhanova                | 11 de agosto de 1994   |                |                 |
| Alison Tetrick                       | 04 de abril de 1985    | Estados Unidos | Exergy Twenty16 |
| Kseniya Tuhai.\| 01 de julho de 1995 | Bielorrússia           |                |                 |
| Silvia Valsecchi                     | 19 de julho de 1982    | Itália         | Be Pink         |
| Georgia Williams                     | 25 de agosto de 1993   | Nova Zelândia  | Be Pink         |
| Susanna Zorzi                        | 13 de março de 1992    | Itália         | Faren Kuota     |

Vitórias
| Data          | Corrida                                     | País        | Cat. | Vencedor         |
| ------------- | ------------------------------------------- | ----------- | ---- | ---------------- |
| 1.ª março     | 4. ª etapa da Volta da Costa Rica           | Costa Rica  | 2.2  | Alena Amialiusik |
| 1.ª março     | 4. ª etapa da Volta da Costa Rica           | Costa Rica  | 2.2  | Alena Amialiusik |
| 8 de março    | Grande Prêmio El Salvador                   | El Salvador | 1.1  | Alena Amialiusik |
| 12 de março   | 1.ª etapa da Volta do El Salvador feminino  | El Salvador | 2.1  | Alena Amialiusik |
| 13 de março   | 2. ª etapa da Volta do El Salvador feminino | El Salvador | 2.1  | Alena Amialiusik |
| 17 de julho   | 1.ª etapa da Tour de Bretanha               | França      | 2.2  | Doris Schweizer  |
| 5 de setembro | 5. ª etapa da Volta de Ardèche              | França      | 2.2  | Alena Amialiusik |

Por outra parte, a equipa consegue igualmente sucessos na a pista. Assim Simona Frapporti consegue o Omnium a Fiorenzuola de Arda a 14 de julho. Georgia Williams consegue a perseguição por equipa a Adelaide a 7 de outubro, finalmente Silvia Valsecchi consegue a perseguição individual da Internacional Belgian Open a 16 de novembro. Em ciclocross,  Alice Maria Arzuffi consiga as provas a Shiga e Nagano-shi respectivamente o 23 e 29 de novembro.
| Data           | Corrida                                        |  | Vencedor         |
| -------------- | ---------------------------------------------- |  | ---------------- |
| 21 de setembro | Campeonato da Itália da 500 m                  |  | Simona Frapporti |
| 24 de setembro | Campeonato da Itália da perseguição individual |  | Silvia Valsecchi |
| 1.º outubro    | Campeonato da Itália do Omnium                 |  | Simona Frapporti |

Chegadas e saídas
| Entrou                         | Equipa 2014      |
| ------------------------------ | ---------------- |
| Ilaria Bonomi                  | Alé Cipollini    |
| Simona Bortolotti              | Servetto Footon  |
| Anastasiya Chulkova            | RusVelo          |
| Lindsay Marie Fox              | Néo-profissional |
| Georgia Fraiegari              |                  |
| Ruby Livingstone               |                  |
| Tereza Medvedová               |                  |
|                                |                  |
| Jaime Nielsen                  |                  |
| Lenore Pipas Néo-profissional. | [ 18 ]           |
| Ilaria Sanguineti              |                  |

| Saídas                   | Equipa 2015                    |
| ------------------------ | ------------------------------ |
| Alice Algisi             | Alé Cipollini                  |
| Alena Amialiusik         | Velocio-SRAM                   |
| Alice Maria Arzuffi      | Inpa Sottoli Giusfredi         |
| Marzhan Baitleuova       | Astaná-Acca Tida que Ou        |
| Noemi Cantele            | Retiro                         |
| Kseniia Dobrynina        | Astaná-Acca Tida que Ou        |
| Simona Frapporti         | Alé Cipollini                  |
| Aliya Kargaliyeva        | Astaná-Acca Tida que Ou        |
| Dalia Muccioli           | Alé Cipollini                  |
| Doris Schweizer          | Bigla                          |
| Anna Zita Maria Stricker | Inpa Sottoli Giusfredi         |
| Alison Tetrick           | Optum-Kelly Benefit Strategies |
| Makhabbat Umutzhanova    | Astaná-Acca Tida que Ou        |
| Susanna Zorzi            | Lotto Soudal Ladies            |

Elenco
| Ciclista                            | Data de nascimento     | País                  | Equipa 2014      |  |
| ----------------------------------- | ---------------------- | --------------------- | ---------------- |  |
| Ilaria Bonomi                       | 13 de maio de 1995     | Itália                | Alé Cipollini    |  |
| Simona Bortolotti                   | 06 de dezembro de 1994 | Itália                | Servetto Footon  |  |
| Ana Maria Covrig                    | 08 de dezembro de 1994 | Itália                | Astaná BePink    |  |
| Anastasiya Chulkova                 | 7 de março de 1985     | Rússia                | RusVelo          |  |
| Lindsay Marie Fox                   | 05 de julho de 1983    | Estados Unidos        | Néo-profissional |  |
| Georgia Fraiegari                   | 18 de julho de 1995    | Itália                | Néo-profissional |  |
| Ruby Livingstone                    | 12 de março de 1993    | Austrália             |                  |  |
| Michela Maltese                     | 20 de abril de 1995    | Itália                | Astaná BePink    |  |
| Tereza Medvedová                    | 27 de março de 1996    | Eslováquia            | Néo-profissional |  |
| Amber Neben.18 de fevereiro de 1975 | Estados Unidos         | Regresso à competição |                  |  |
| Jaime Nielsen                       | 9 de março de 1985     | Nova Zelândia         | Néo-profissional |  |
| Lenore Pipas                        | 01 de novembro de 1985 | Guam                  | Néo-profissional |  |
| Ilaria Sanguineti                   | 15 de abril de 1994    | Itália                | Amador           |  |
| Kseniya Tuhai                       | 01 de julho de 1995    | Bielorrússia          | Astaná BePink    |  |
| Silvia Valsecchi                    | 19 de julho de 1982    | Itália                | Astaná BePink    |  |
| Georgia Williams                    | 25 de agosto de 1993   | Nova Zelândia         | Astaná BePink    |  |

Desenvolvimento da temporada
Em 2015, na a primeira etapa da Tour de Bretanha, Ilaria Sanguineti escapa-se a trinta e cinco quilómetros da chegada e impõe-se em solitário com mais de dois minutos de antemão na o pelotão. Apesar de uma vinte-segundo lugar durante a contrarrelógio, sua margem é suficiente para permitir-lhe obter a vitória final na a prova.
Ao Campeonato Europeu em estrada esperanças, Ilaria Sanguineti escapa-se com a Neerlandesa Anouska Koster a quarenta e sete quilómetros da chegada. Fazem-se apanhar a dois quilómetros da linha pela Polaca Katarzyna Niewiadoma e a Neerlandesa Thalita de Jong. Ilaria Sanguineti lança o sprint mas faz-se remontar pela Polaca. Vontade pois a medalha de prata, que ela dédie a Chiara Pierobon.
Ao Volta de Ardèche, Ilaria Sanguineti percute um carro e rompe-se a clavicule. Isso põe um termo a sua estação.
Vitórias
| Data         | Corrida                                       | País          | Classe | Vencedor.           |
| ------------ | --------------------------------------------- | ------------- | ------ | ------------------- |
| 9 de janeiro | Campeonato da Nova Zelândia do contrarrelógio | Nova Zelândia | CN     | Jaime Nielsen       |
| 22 de maio   | 3. ª etapa da Volta da ilha de Zhoushan       | China         | 2.2    | Anastasiya Chulkova |
| 25 de junho  | Campeonato da Eslováquia do contrarrelógio    | Eslováquia    | CN     | Tereza Medvedová    |
| 27 de junho  | Campeonato da Roménia do contrarrelógio       | Roménia       | CN     | Ana Maria Covrig    |
| 28 de junho  | Campeonato da Roménia em estrada              | Roménia       | CN     | Ana Maria Covrig    |
| 16 de julho  | 1.ª etapa da Tour de Bretanha                 | França        | 2.2    | Ilaria Sanguineti   |
| 19 de julho  | Tour de Bretanha                              | França        | 2.2    | Ilaria Sanguineti   |

Classificação UCI
| Faixa | Corredora           | Pontos |
| ----- | ------------------- | ------ |
| 28    | Amber Neben         | 301    |
| 59    | Ilaria Sanguineti   | 139,25 |
| 129   | Jaime Nielsen       | 52     |
| 161   | Anastasiya Chulkova | 35,25  |
| 175   | Lenore Pipas        | 31     |
| 183   | Silvia Valsecchi    | 26,25  |
| 221   | Ana Maria Covrig    | 19,25  |
| 412   | Georgia Williams    | 6,25   |
| 553   | Kseniya Tuhai       | 3      |

BePink LaClassica é decimosexta à classificação por equipas.
Chegadas e saídas
| Entrou            | Equipa 2015                    |
| ----------------- | ------------------------------ |
| Lex Albrecht      | Optum-Kelly Benefit Strategies |
| Elena Bissolati   | Néo-profissional               |
| Giulia Nanni      | Néo-profissional               |
| Francesca Pattaro | Néo-profissional               |

| Saídas            | Equipa 2016  |
| ----------------- | ------------ |
| Ana Maria Covrig  | Inpa-Bianchi |
| Lindsay Marie Fox | Amador       |
| Ruby Livingstone  |              |
| Michela Maltese   | Amador       |
| Jaime Nielsen     | Amador       |

Elenco
| Ciclista            | Data de nascimento      | País                           | Equipa 2015       |  |
| ------------------- | ----------------------- | ------------------------------ | ----------------- |  |
| Lex Albrecht        | 06 de abril de 1987     | Optum-Kelly Benefit Strategies |                   |  |
| Elena Bissolati     | 10 de janeiro de 1997   | Itália                         | Néo-profissional  |  |
| Ilaria Bonomi       | 13 de maio de 1995      | Itália                         | Bepink-A Classica |  |
| Simona Bortolotti   | 06 de dezembro de 1994  | Itália                         | Bepink-A Classica |  |
| Anastasiya Chulkova | 7 de março de 1985      | Rússia                         | Bepink-A Classica |  |
| Georgia Fraiegari   | 18 de julho de 1995     | Itália                         | Bepink-A Classica |  |
| Tereza Medvedová    | 27 de março de 1996     | Eslováquia                     | Bepink-A Classica |  |
| Giulia Nanni        | 14 de abril de 1997     | Itália                         | Néo-profissional  |  |
| Amber Neben         | 18 de fevereiro de 1975 | Estados Unidos                 | Bepink-A Classica |  |
| Francesca Pattaro   | 12 de março de 1995     | Itália                         | Néo-profissional  |  |
| Lenore Pipas        | 01 de novembro de 1985  | Guam                           | Bepink-A Classica |  |
| Ilaria Sanguineti   | 15 de abril de 1994     | Itália                         | Bepink-A Classica |  |
| Kseniya Tuhai       | 01 de julho de 1995     | Bielorrússia                   | Bepink-A Classica |  |
| Silvia Valsecchi    | 19 de julho de 1982     | Itália                         | Bepink-A Classica |  |
| Georgia Williams    | 25 de agosto de 1993    | Nova Zelândia                  | Bepink-A Classica |  |

Vitórias
Sobre estrada
| Data          | Corrida                                | País   | Classe | Vencedor.         |
| ------------- | -------------------------------------- | ------ | ------ | ----------------- |
| 3 de junho    | Crono Gatineau                         | Canadá | 1.1    | Amber Neben       |
| 15 de julho   | 2. ª etapa da Tour de Bretanha         | França | 2.2    | Silvia Valsecchi  |
| 16 de julho   | 2. ª etapa da Volta de Turingia        | França | 2.1    | Olga Zabelinskaya |
| 17 de julho   | 4. ª etapa da Tour de Bretanha         | França | 2.2    | Ilaria Sanguineti |
| 11 de agosto  | 4. ª etapa da Estrada de France        | França | 2.1    | Amber Neben       |
| 12 de agosto  | 5. ª etapa da Estrada de France        | França | 2.1    | Amber Neben       |
| 14 de agosto  | Estrada de France                      | França | 2.1    | Amber Neben       |
| 22 de agosto  | 3. ª etapa do Troféu de Ouro           | França | 2.2    | Alison Jackson.   |
| 11 de outubro | Campeonatos mundiais do contrarrelógio | Catar  | CM     | Amber Neben       |

Sobre pista
| Data          | Corrida                                       | País   | Classe | Vencedor                             |
| ------------- | --------------------------------------------- | ------ | ------ | ------------------------------------ |
| 21 de outubro | Campeonato Europeu de perseguição por equipas | França | 0      | Silvia Valsecchi , Francesca Pattaro |

Classificação UCI
| Faixa | Corredora         | Pontos |
| ----- | ----------------- | ------ |
| 27    | Olga Zabelinskaya | 441,67 |
| 33    | Amber Neben       | 371    |
| 103   | Kseniya Tuhai     | 91,67  |
| 118   | Ilaria Sanguineti | 80     |
| 183   | Lex Albrecht      | 40     |
| 203   | Silvia Valsecchi  | 31     |
| 264   | Tereza Medvedova  | 15     |
| 408   | Georgia Williams  | 7      |
| 443   | Jaime Nielsen     | 5      |
| 667   | Simona Bortolotti | 0,671  |

BePink  é décima à classificação por equipas.
Chegadas e saídas
| Entrou                  | Equipa 2016         |
| ----------------------- | ------------------- |
| Alison Jackson          | Twenty16-Bikeriders |
| Katia Ragusa            | Servetto-Footon     |
| Maria Vittoria Sperotto | Servetto-Footon     |

| Saídas            | Equipa 2017       |
| ----------------- | ----------------- |
| Lex Albrecht      | Tibco-SVB         |
| Elena Bissolati   |                   |
| Ilaria Bonomi     | Valcar-BPM        |
| Simona Bortolotti | Giusfredi Bianchi |
| Georgia Fraiegari | Giusfredi Bianchi |
| Amber Neben       | VéloCONCEPT       |
| Lenore Pipas      |                   |
| Georgia Williams  |                   |

Elenco
| Integrantes da equipe 2017            | Integrantes da equipe 2017 | Integrantes da equipe 2017     | Integrantes da equipe 2017 |
| Ciclista                              | Data de nascimento         | Equipe anterior                |                            |
| ------------------------------------- | -------------------------- | ------------------------------ | -------------------------- |
| Alison Jackson                        | 14 dezembro 1988           | Twenty16-Ridebiker (2016)      |                            |
| Tereza Medveďová                      | 27 março 1996              |                                |                            |
| Giulia Nanni                          | 14 abril 1997              |                                |                            |
| Nikola Nosková (12 mai.–31 dez.)      | 1 julho 1997               |                                |                            |
| Francesca Pattaro                     | 12 março 1995              |                                |                            |
| Katia Ragusa                          | 19 maio 1997               | Servetto Footon (2016)         |                            |
| Ilaria Sanguineti                     | 15 abril 1994              |                                |                            |
| Tatiana Shamanova                     | 18 janeiro 1992            |                                |                            |
| Maria Vittoria Sperotto               | 20 novembro 1996           | Servetto Footon (2016)         |                            |
| Margarita Syrodoeva (14 fev.–31 dez.) | 6 abril 1995               |                                |                            |
| Anastasia Chulkova                    | 7 março 1985               | RusVelo (2014)                 |                            |
| Ksenyia Tuhai                         | 1 julho 1995               |                                |                            |
| Silvia Valsecchi                      | 19 julho 1982              | Top Girls-Fassa Bortolo (2011) |                            |
| Olga Zabelinskaya                     | 10 maio 1980               | RusVelo (2014)                 |                            |
| Ekaterina Anoshina (17 jun.–31 dez.)  | 26 abril 1991              | RusVelo (2014)                 |                            |
|                                       |                            |                                |                            |
| Fonte: Cycling Archives               |                            |                                |                            |

Vitórias
Sobre estrada
| 8 mar.  | Semana Ciclista Valenciana, 1. Etapa                           | 2.2 | BePink Cogeas           |
| 17 jun. | Giro del Trentino Alto Adige-Südtirol                          | 1.1 | Nikola Nosková          |
| 22 jun. | Czech Republic National Road Cycling Championships - Women ITT | CN  | Nikola Nosková          |
| 24 jun. | Czech Republic National Road Cycling Championships - Women RR  | CN  | Nikola Nosková          |
| 7 set.  | Tour Cycliste Féminin International de l'Ardèche, 3. b Etapa   | 2.2 | Silvia Valsecchi        |
| 24 out. | Tour de Guangxi Feminino                                       | 1.1 | Maria Vittoria Sperotto |

Classificação mundial
| Faixa | Corredora               | Pontos |
| ----- | ----------------------- | ------ |
| 59    | Olga Zabelinskaya       | 165    |
| 66    | Nikola Noskova          | 154    |
| 71    | Maria Vittoria Sperotto | 142    |
| 104   | Alison Jackson          | 88     |
| 105   | Ilaria Sanguineti       | 87     |
| 183   | Silvia Valsecchi        | 31     |
| 312   | Erica Magnaldi          | 12     |
| 321   | Katia Ragusa            | 11     |
| 621   | Francesca Pattaro       | 1      |
| 655   | Tereza Medvedova        | 1      |
| 657   | Margarita Syradoeva     | 1      |

BePink é decimoctava à classificação por equipas.
Chegadas e saídas
| Entrou           | Equipa 2017                   |
| ---------------- | ----------------------------- |
| Letizia Borghesi | Servetto Giusta               |
| Erica Magnaldi   | Néo-profissional              |
| Lisa Morzenti    | Astaná Women's Astaná Women's |

| Saídas              | Equipa 2018 |
| ------------------- | ----------- |
| Ekaterina Anoshina  |             |
| Olga Dobrynina      |             |
| Alison Jackson      | Tibco-SVB   |
| Giulia Nanni        |             |
| Ilaria Sanguineti   | Valcar PBM  |
| Tatiana Shamanova   |             |
| Margarita Syrodoeva |             |
| Anastasia Tchulkova |             |
| Kseniya Tuhai       |             |
| Olga Zabelinskaïa   |             |

Elenco
| Integrantes da equipe 2018        | Integrantes da equipe 2018 | Integrantes da equipe 2018         | Integrantes da equipe 2018 |
| Ciclista                          | Data de nascimento         | Equipe anterior                    |                            |
| --------------------------------- | -------------------------- | ---------------------------------- | -------------------------- |
| Letizia Borghesi                  | 16 outubro 1998            | Servetto Giusta (2017)             |                            |
| Erica Magnaldi                    | 24 agosto 1992             |                                    |                            |
| Tereza Medveďová                  | 27 março 1996              |                                    |                            |
| Lisa Morzenti                     | 23 janeiro 1998            | Astana Women's Team (2017)         |                            |
| Nikola Nosková                    | 1 julho 1997               |                                    |                            |
| Francesca Pattaro                 | 12 março 1995              |                                    |                            |
| Katia Ragusa                      | 19 maio 1997               | Servetto Footon (2016)             |                            |
| Maria Vittoria Sperotto           | 20 novembro 1996           | Servetto Footon (2016)             |                            |
| Silvia Valsecchi                  | 19 julho 1982              | Top Girls-Fassa Bortolo (2011)     |                            |
| Tatiana Guderzo (1 jul.–31 dez.)  | 22 agosto 1984             | Lensworld-Kuota (2017)             |                            |
| Nicole Steigenga (1 jul.–31 dez.) | 27 janeiro 1998            | Parkhotel Valkenburg-Destil (2017) |                            |
|                                   |                            |                                    |                            |
| Fonte: UCI                        |                            |                                    |                            |

Vitórias
Sobre estrada
| 23 jun. | Slovakia National Road Cycling Championships - Women RR    | CN  | Tereza Medveďová    |
| 1 jul.  | Russia National Road Cycling Championships - Women RR      | CN  | Margarita Syrodoeva |
| 15 jul. | European Road Cycling Championships - Women U23 RR         | CC  | Nikola Nosková      |
| 18 set. | Tour Cycliste Féminin International de l'Ardèche, 7. Etapa | 2.1 | Erica Magnaldi      |

Classificação mundial
| Classificação UCI | Classificação UCI       | Classificação UCI | Classificação UCI |
| Ciclista          | Ciclista                | Pontos            |                   |
| ----------------- | ----------------------- | ----------------- | ----------------- |
| 53.               | Erica Magnaldi          | 332 pts           |                   |
| 73.               | Tatiana Guderzo         | 266 pts           |                   |
| 107.              | Maria Vittoria Sperotto | 168 pts           |                   |
| 126.              | Nikola Nosková          | 143 pts           |                   |
| 287.              | Eyerusalem Kelil        | 37 pts            |                   |
| 359.              | Tereza Medveďová        | 25 pts            |                   |
| 375.              | Letizia Borghesi        | 23 pts            |                   |
| 384.              | Silvia Valsecchi        | 21 pts            |                   |
| 531.              | Katia Ragusa            | 10 pts            |                   |
| 532.              | Nicole Steigenga        | 10 pts            |                   |
| 629.              | Francesca Pattaro       | 5 pts             |                   |
| 663.              | Lisa Morzenti           | 5 pts             |                   |